# Češljakovci
Češljakovci is een plaats in de gemeente Kaptol in de Kroatische provincie Požega-Slavonië. De plaats telt 365 inwoners (2001).